# حاجی بیگ
حاجی بیگ یک روستا در ایران است که در دهستان مالمیر واقع شده‌است. اين روستا تنها روستاي بدون كوچه در ايران است . روستاي حاجی بیگ ۳۴۰ نفر جمعیت دارد. ضمنا اهالي اي روستا در صنعت ساختمان سازی فعال مي باشند. و در حال حاضر جوانان این روستا در صنعت دوچرخه سازی فعال می باشند و درصدی از محصولات آنها صادر  می گردد. به نحوی که دو چرخه های تولیدی در آن با با برند های  Giant ، GT و TREK مقایسه می شود.